# Kammerburg
Die Kammerburg ist die Ruine einer Spornburg nordöstlich der Stadt Lorch im Mittelrheintal im Rheingau-Taunus-Kreis in Hessen.

## Geografische Lage
Die Ruine der Burg liegt im östlichsten Zipfel der Gemarkung von Lorch zwischen dem Wispertal und dem Werkerbachtal auf einem Bergrücken bei 192,8 m ü. NN in südöstlich gerichteter Spornlage über der Wisperstraße. Nur 500 Meter entfernt in nordwestlicher Richtung und 75 Meter höher liegt Burg Rheinberg. Direkt unter der Nordostseite der Kammerburg liegt im Tal das Gasthaus zur Kammerburg und die Einmündung der von Wollmerschied kommenden Kreisstraße K 625 in die Wisperstraße.

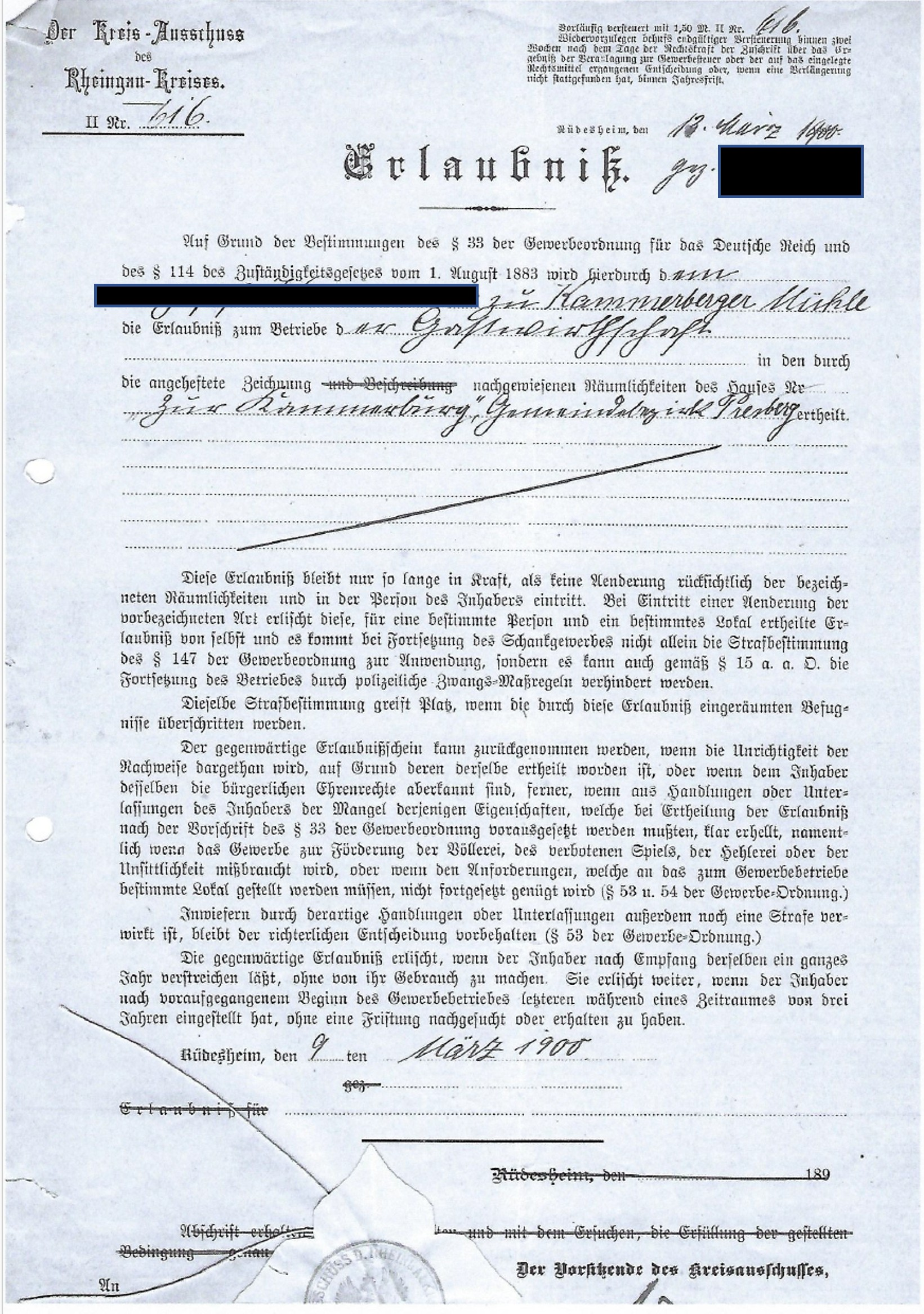
Erlaubnis zum Betrieb der Gastwirtschaft "Zur Kammerburg" vom 9. März 1900

Das Gasthaus Kammerburg hat eine 125-jährige Tradition und wurde bereits im Jahr 1900 als "Gastwirtschaft" unter dem Namen "Zur Kammerburg" gewerblich genehmigt. Seit mehr als einem halben Jahrhundert wird das Gasthaus Kammerburg im Volksmund "die Kammerburg" genannt.

## Geschichte
Die Burg wurde erstmals 1304 urkundlich erwähnt und vermutlich um 1295 vom Erzstift Mainz als Belagerungsburg gegen die Burg Rheinberg erbaut.
Ab 1304 war der Ritter Johann von Rheinberg im Auftrag des Trierer Erzbischofs acht Jahre Burgmann auf der Burg. Die Burg diente im Spätmittelalter dem Erzstift Mainz häufig als Pfandobjekt und schützte das Rheingauer Gebück, eine Landwehr, die hier das Wispertal überquerte.
Im 15. Jahrhundert verlor die Burg ihre strategische Bedeutung, war 1483 nur noch von einem Knecht besetzt, wurde noch vor 1500 als Wehranlage aufgegeben, als sie vermutlich schon unbewohnbar war.
Im 16. Jahrhundert gelangte die ruinöse Burganlage in den Besitz der niederadeligen Familien von Rüdesheim, Blankenheim und der Pfalzgrafen, war ab Anfang des 19. Jahrhunderts im Besitz der Familie von Zwierlein aus Geisenheim und gelangte später an die Reedereifamilie Haniel.
In der Wisperschleife nicht weit der Burg wurde 1912 von der Besitzer-Familie der Burg Kammerburg der Landsitz Kammerburg erbaut, welches auf einem weitläufigen parkähnlichen Grundstück mehrere Gebäude umfasst. Das Hauptgebäude wurde als Neubau Kammerburg errichtet (genannt auch als Kammerburg, Villa Kammerburg, Haus Kammerburg und Neue Villa). An der Einfahrt zur Liegenschaft wurde das Verwalter-Wohnhaus Kammerburg errichtet und weiter im Park ein Landhaus mit einer Kegelbahn. Sowohl die Villa als auch das Verwalter-Wohnhaus sind als Kulturdenkmal nach § 2 Absatz 1 Hessisches Denkmalschutzgesetz aus geschichtlichen und künstlerischen Gründen in das Denkmalverzeichnis des Landes Hessen eingetragen.

## Anlage
Von einem 10 mal 11 Meter großen inneren Bering mit einer im Norden nach der Burg Rheinberg gerichteten Schildmauer und einem Bergfried mit Tor sind nur noch geringe Reste erhalten. Im Westen und Süden war dem Bering vermutlich ein offener Zwinger vorgelagert.
In den 1960er Jahren wurden der Vorburgbereich durch ein Wohnhaus überbaut. Die Ruine ist in Privatbesitz und kann nicht besichtigt werden.

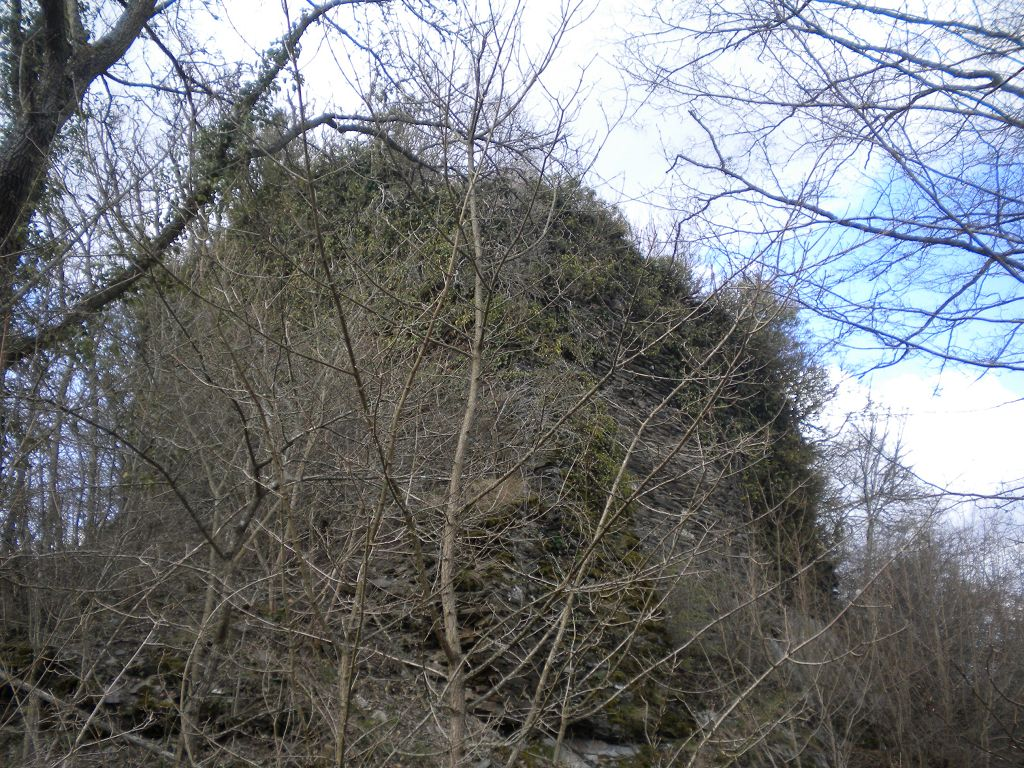
Blick auf die Ruine
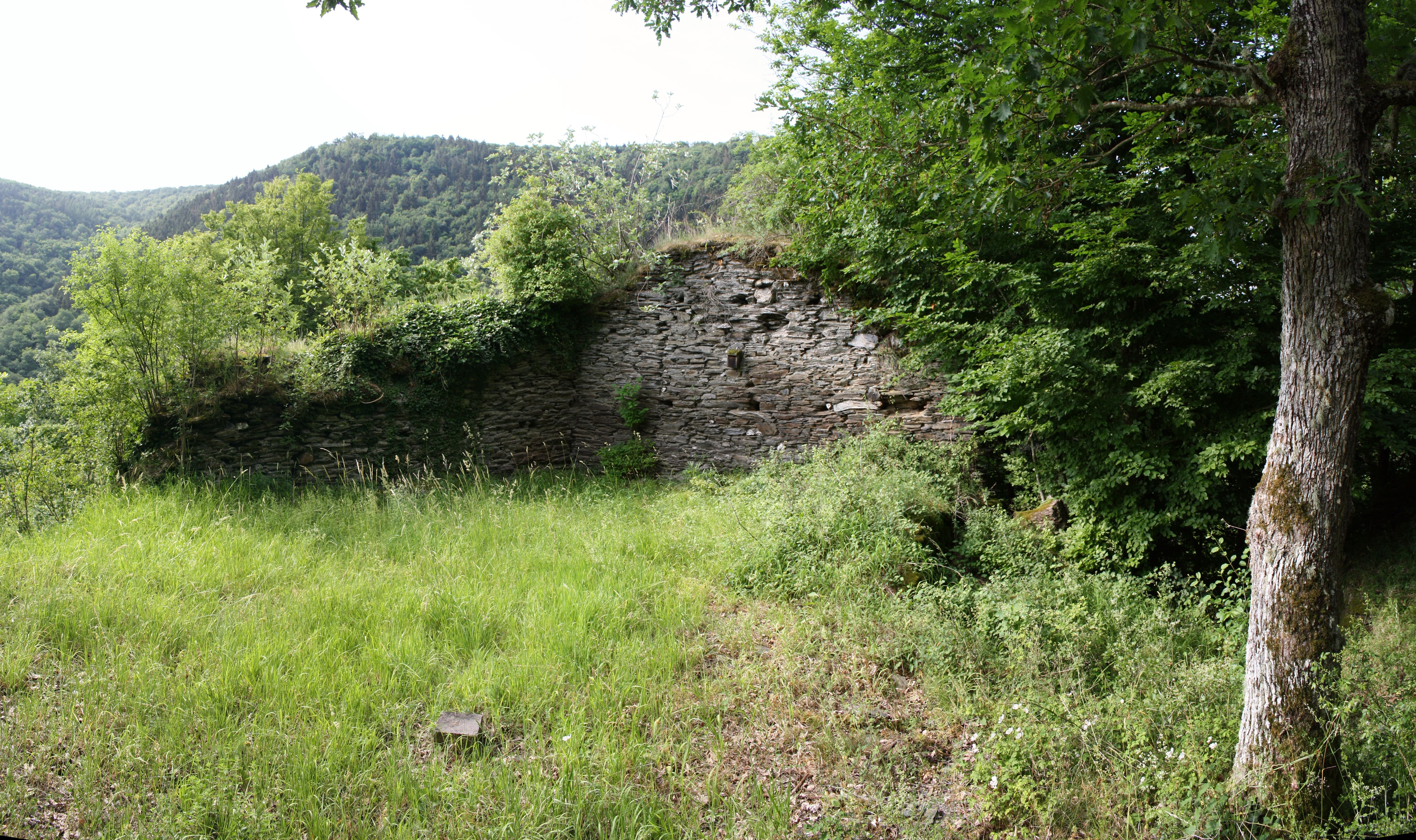
Noch sichtbare Mauerelemente
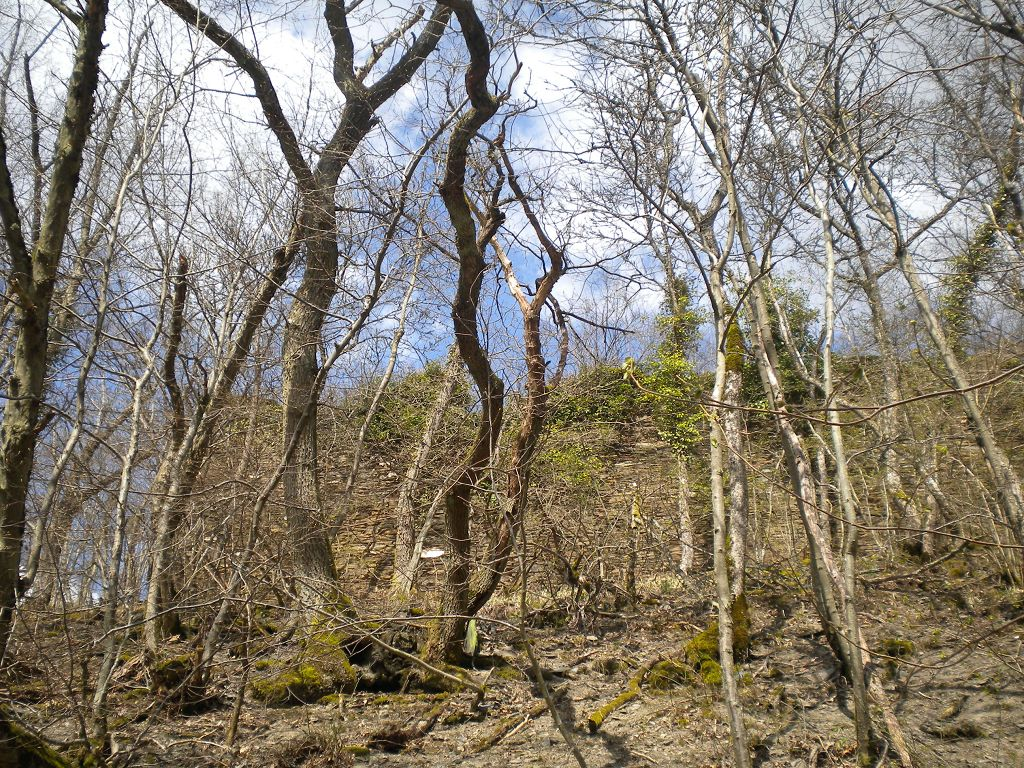
Blick von Außen auf Ringmauerreste
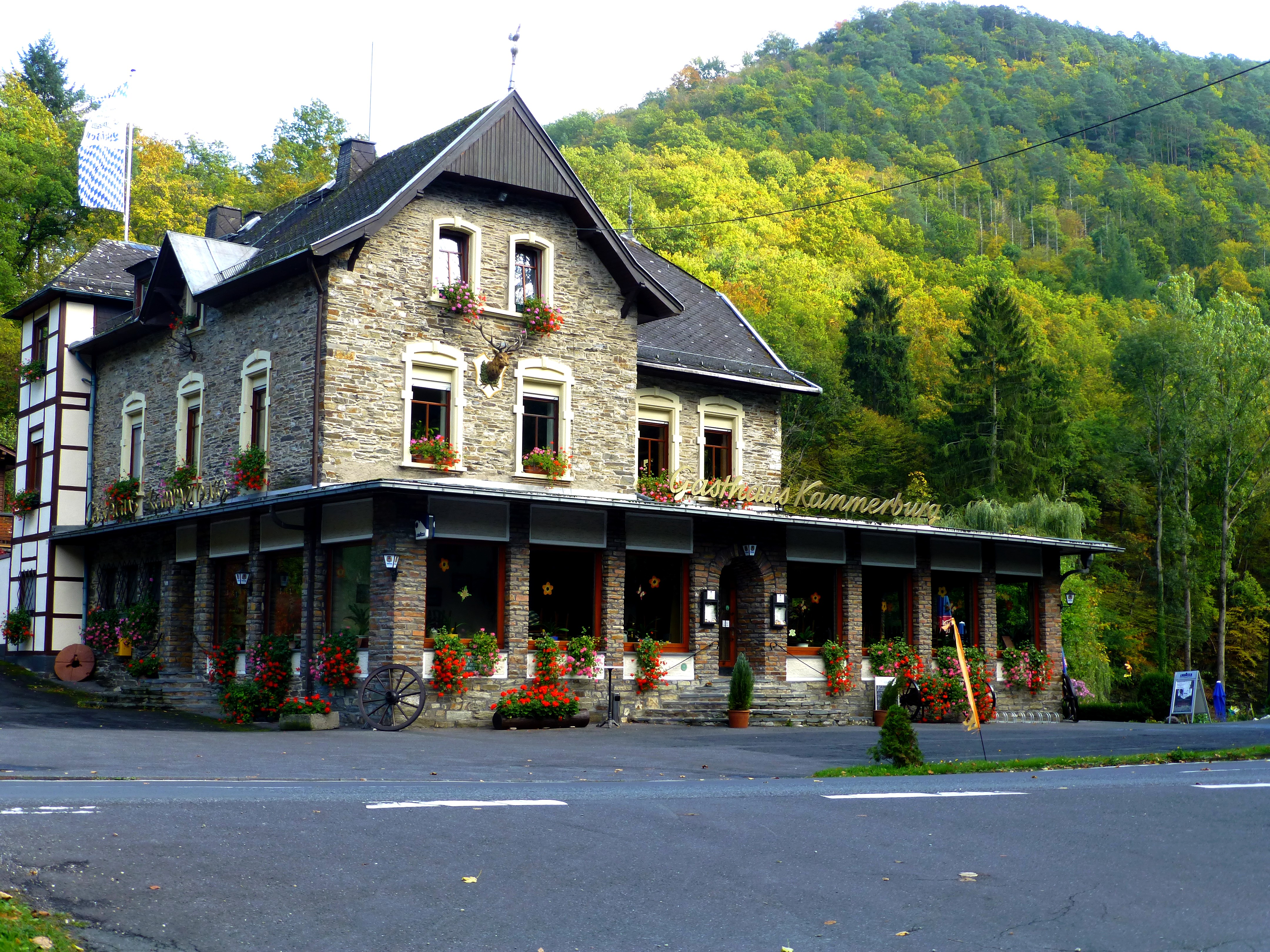
Gasthaus Kammerburg unterhalb der Ruine
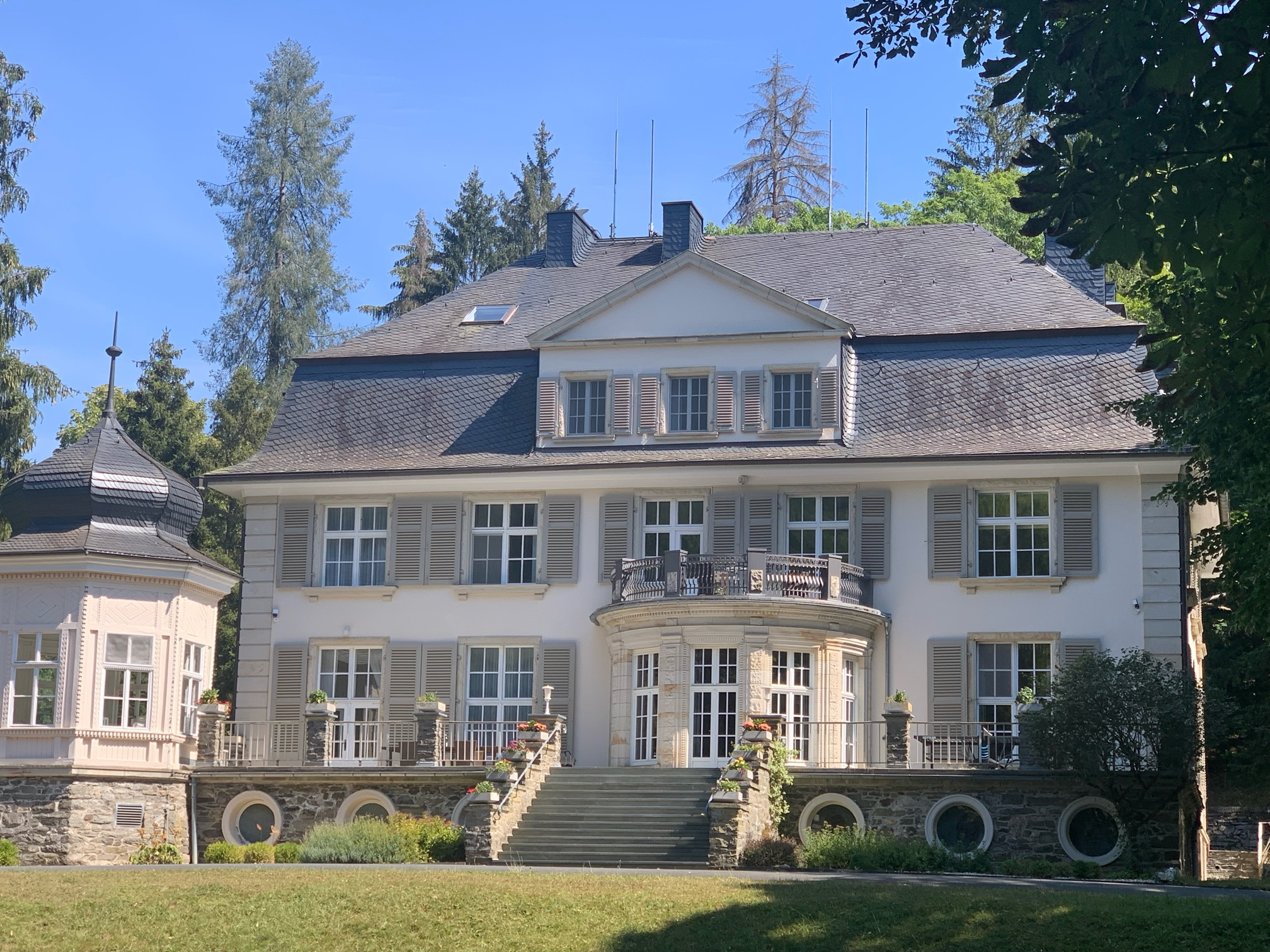
Landsitz Kammerburg: Blick auf das Haupthaus, errichtet im Jahr 1912 als Neubau Kammerburg

## Mauereidechse
Auf der Burg gab es früher ein Vorkommen der Mauereidechse.